# آزمون جواز پزشکی ایالات متحده آمریکا

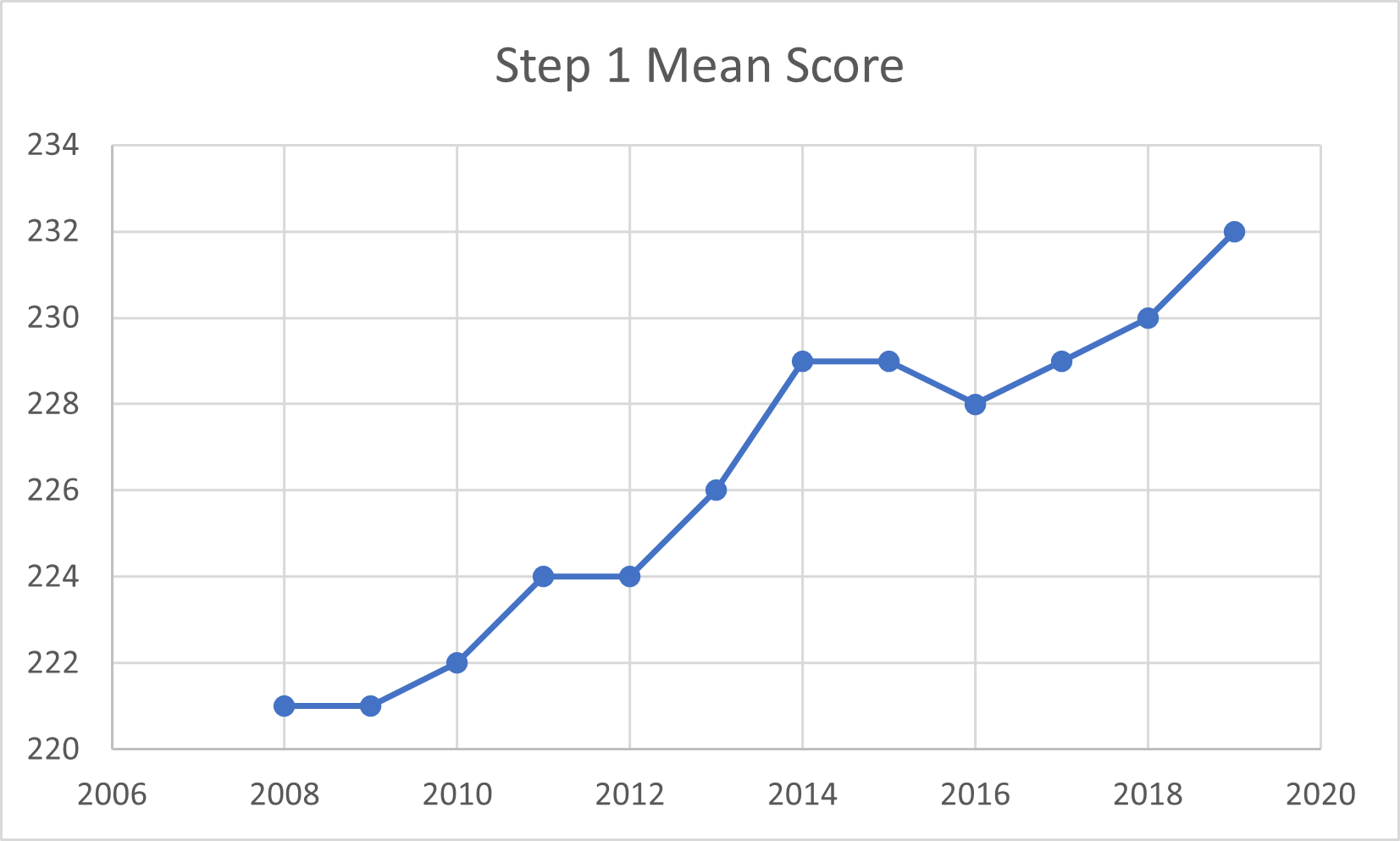
نمودار روند صعودی نمره آزمون

آزمون جواز پزشکی ایالات متحده آمریکا (به انگلیسی: United States Medical Licensing Examination) یا یواس‌ام‌ال‌ئی (به انگلیسی: USMLE) آزمونی سه مرحله ای برای جواز پزشکی در ایالات متحده آمریکا است که مورد تأیید فدراسیون بوردهای پزشکی ایالتی و بورد ملی ممتحنان پزشکی قرار دارد. پزشکان دارای مدرک ام‌دی پیش از کسب اجازه طبابت در ایالات متحده ملزم به قبولی در آزمونند.